# Lento Goffi
Lento Goffi (Chiari, 15 novembre 1923 – Brescia, 14 gennaio 2008) è stato un poeta, critico letterario e giornalista italiano, che ha svolto la sua opera principalmente in Lombardia, nella zona di Brescia. È un esponente di quarta generazione della linea lombarda.

## Biografia
Nato nel 1923 in una famiglia antifascista, ha frequentato il Liceo Arnaldo e si è laureato in Lettere moderne alla Statale di Milano, insegnando poi in alcuni istituti bresciani. Ha pubblicato, fra gli altri, sulla rivista Il Bruttanome.
Goffi è morto nel 2008 in una struttura per anziani a Brescia.;;

## Vita privata
Goffi era sposato con Elisa Marchina; i due avevano un figlio, Giorgio.

## Opere
- 1962: Lunarietto (Il Bruttanome)
- 1964: Cinque poesie e una prosa (Sigma)
- 1968: Dalla Marca d'Oriente (Scheiwiller)[7]
- 1971: Un'isola, sì con sei incisioni di Franca Ghitti (L.N.C.)
- 1974: Evasivamente flou (Scheiwiller)
- 1979: Cronachetta con sei incisioni di Franca Ghitti (Scheiwiller)
- 1981: Un sabato di febbraio (Società di poesia)[8]
- 1984: L'attimo incolore con tre acqueforti di Giovanni Repossi (Il Farfengo)
- 1986: Diario per l'assente (Almanacco dello Specchio, Mondadori)
- 1991: L'amata Phegea (La Quadra)
- 1994: Per orbite interne (La Quadra)